# Państwo a rewolucja
Państwo a rewolucja. Nauka marksizmu o państwie i zadania proletariatu w rewolucji (ros. Государство и революция. Учение марксизма о государстве и задачи пролетариата в революции) – praca Włodzimierza Lenina, napisana w 1917 roku, gdy w związku z przygotowaniami do rewolucji październikowej kwestia państwa stała się kluczowym problemem. Książka została opublikowana w maju 1918 roku. W tej książce Lenin rozpatruje zagadnienie natury państwa i podkreślając, że państwo jest produktem historii, rozwija marksowską teorię o obumieraniu państwa.
Spis treści
1. Społeczeństwo klasowe a państwo
2. Państwo a rewolucja. Doświadczenie lat 1848 — 1851
3. Państwo a rewolucja. Doświadczenie Komuny Paryskiej 1871 roku. Analiza Marksa.
4. Ciąg dalszy. Uzupełniające wyjaśnienia Engelsa
5. Ekonomiczne podstawy obumierania państwa
6. Zwulgaryzowanie marksizmu przez oportunistów